# Lucian Pintilie
Lucian Pintilie est un metteur en scène de théâtre et un réalisateur de cinéma roumain, né le 9 novembre 1933 à Tarutino (alors royaume de Roumanie, aujourd'hui en Ukraine) et mort le 16 mai 2018 à Bucarest, en Roumanie. Il a été la figure la plus connue du cinéma roumain pendant quarante ans.

## Biographie
Lucian Pintilie est né le 9 novembre 1933 à Tarutino en Bessarabie du sud. Diplômé de l'Institut d'art cinématographique et théâtral de Bucarest, il tourne en 1966 son premier long métrage, Dimanche à six heures. Son deuxième film sorti en 1968, La Reconstitution (tourné en un mois pendant le Printemps de Prague), mettant en scène deux jeunes gens « invités » par les autorités à reconstituer une banale bagarre à des fins de propagande communiste, provoque un énorme scandale et est censuré ; Pintilie doit attendre dix ans avant de tourner un nouveau film. Après une adaptation de Tchekhov tournée en Yougoslavie (Pavillon VI, 1978), son nouveau film roumain, Scènes de carnaval (1981), est encore interdit. Pintilie doit cette fois attendre la chute du régime de Nicolae Ceaușescu, survenue en décembre 1989, pour tourner son film suivant : Le Chêne. Pendant ce temps d'exil, il monte de nombreuses pièces et opéras. Il retourne en Roumanie après la chute du régime communiste et tourne plusieurs films.
L'esprit de ses films est proche de celui de ses compatriotes Cioran et Ionesco. Son style, notamment pour son film Terminus paradis (1998), peut être rapproché de celui d'Emir Kusturica. Le film gagne le Grand prix spécial du jury à la 55e Mostra de Venise.
Il a réalisé une dizaine de films, tous ancrés dans un contexte politico-social particulier, dont L'Après-midi d'un tortionnaire sorti en 2001.

## Filmographie
- 1965 : Dimanche à six heures (Duminica la ora 6)
- 1968 : La Reconstitution (Reconstituirea)
- 1978 : Pavillon VI (tourné en Yougoslavie)
- 1981 : Scènes de carnaval (De ce trag clopotele, Mitica?)
- 1992 : Le Chêne (Balanța)
- 1994 : Un été inoubliable (O vară de neuitat)
- 1996 : Trop tard (Prea târziu)
- 1998 : Terminus paradis
- 2001 : L'Après-midi d'un tortionnaire (Dupa-amiaza unui tortionar)
- 2003 : Niki et Flo (Niki Ardelean, colonel în rezerva)
- 2006 : Tertium non datur

## Théâtre
- 1975 : La Mouette d'Anton Tchekhov, Théâtre de la Ville
- 1976 : L'avenir est dans les œufs d'Eugène Ionesco, Théâtre de la Ville
- 1977 : Jacques ou la soumission d'Eugène Ionesco, Théâtre de la Ville
- 1978 : Les Derniers de Maxime Gorki, Théâtre de la Ville
- 1981 : Le Canard sauvage d'Henrik Ibsen, Théâtre de la Ville
- 1982 : Les Bas-fonds de Maxime Gorki
- 1987 : Ce soir on improvise de Luigi Pirandello, Théâtre de la Ville
- 1988 : Il faut passer par les nuages de François Billetdoux, Théâtre de la Ville
- 1990 : La Danse de mort d’August Strindberg, Théâtre de la Ville

## Appréciation
« Metteur en scène de théâtre, il s'intéresse occasionnellement au cinéma avant de devenir en 1990 le patron du cinéma roumain. Deux chefs-d'œuvre ont attiré l'attention sur lui, Le Chêne et surtout Un été inoubliable »

— Jean Tulard, Dictionnaire du cinéma. Tome II : Acteurs, producteurs, scénaristes, techniciens, réédition 1997)

## Publication
- Bric-à-brac : Du cauchemar réel au réalisme magique, L'Entretemps Éditions, collection Théâtre et cinéma, 2009  (ISBN 2912877873 et 978-2912877871)

## Récompenses
- Prix spécial du jury à la Mostra de Venise 1998 pour Terminus paradis.